# Реута Андрій Олександрович
Андрі́й Олекса́ндрович Реу́та (3 січня 1983 — 31 січня 2015) — солдат резерву 2-го батальйону спеціального призначення НГУ «Донбас», учасник російсько-української війни.

## Життєпис
Народився 3 січня 1983 року в місті Суми. З дитинства шанував козацькі традиції, адже виховувався у родині Олександра Реути, якого знають як одного із засновників Українського козацтва.
Закінчив загальноосвітню школу № 11 (нині — імені Олексія Братушки) міста Суми, у 2002 році — Машинобудівний фаховий коледж Сумського державного університету.
У 2002—2007 роках працював майстром дільниці у Публічному акціонерному товаристві «Сумське машинобудівне науково-виробниче об'єднання».
У 2011 році закінчив Сумський державний університет.
До війська пішов із власної волі. Служив у добровольчому батальйоні «Донбас».
Загинув Андрій 31 січня 2015 року поблизу міста Вуглегірськ Донецької області в ході виконання службово-бойового завдання. Поспішаючи з Дебальцевого на допомогу побратимам, хлопці натрапили на ворожу засідку. Терористи замаскували танки в посадці на околиці міста та обстріляли майже впритул український броньовик з відстані 30 метрів. Тоді ж поліг солдат Олександр Копиця.
5 лютого 2015 року похований на Алеї Почесних громадян Центрального кладовища міста Суми.
Про нього згадують як про любителя спорту (займався страйкболом) й риболовлі, був на «ти» з технікою.

## Нагороди та вшанування
- Указом Президента України № 365/2015 від 27 червня 2015 року, «за особисту мужність і високий професіоналізм, виявлені у захисті державного суверенітету та територіальної цілісності України, вірність військовій присязі», нагороджений орденом «За мужність» III ступеня (посмертно)[1].
- Рішенням Сумської міської ради від 13 серпня 2015 року № 4673-МР за особисту мужність і героїзм, виявлені у захисті державного суверенітету та територіальної цілісності України, вірність військовій присязі та незламність духу Андрію Олександровичу Реуті присвоєно звання «Почесний громадянин міста Суми» (посмертно)[2].
- Розпорядженням міського голови м. Суми від 18.02.16 № 41-р. «Про перейменування топонімів м. Суми» вулицю Крупської перейменовано на вулицю Андрія Реути.[3]
- Вшановується в меморіальному комплексі «Зала пам'яті», в щоденному ранковому церемоніалі 31 січня[4][5].